# Jan Lutomski
Jan Walenty Lutomski (ur. 20 stycznia 1937 w Poznaniu, zm. 30 grudnia 2016 w Warszawie) – polski pływak, olimpijczyk z Rzymu 1960.
Specjalista w stylu dowolnym. Zawodnik sekcji pływackiej Legii Warszawa. Wielokrotny mistrz Polski w:
- wyścigu na 200 m stylem dowolnym w latach 1959, 1961, 1962
- wyścigu na 400 m stylem dowolnym w roku 1960
- wyścigu na 200 m stylem grzbietowym w roku 1953

Wielokrotny rekordzista Polski na basenie 25 m i na 50 m.
Na igrzyskach olimpijskich w 1960 roku wystartował w wyścigu na 400 m stylem dowolnym w którym uzyskał 27. czas eliminacji i odpadł z dalszej rywalizacji. Był członkiem sztafety kraulowej 4 × 200 m, która uzyskała 9. czas eliminacji i odpadła z dalszej rywalizacji.

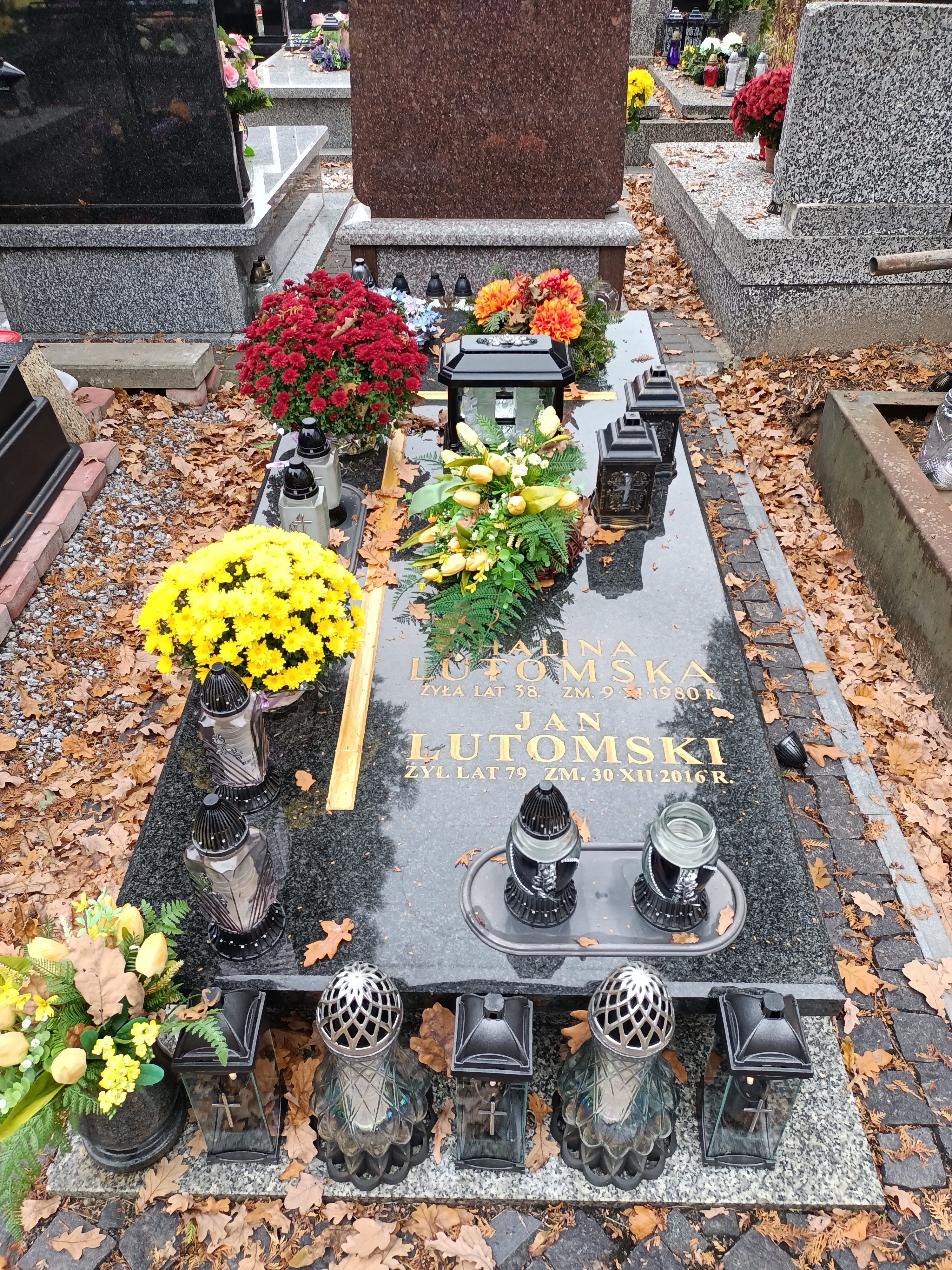
Grób pływaka Jana Lutomskiego na cmentarzu w Ursusie Solipsach